# Armistício de Cherasco
O armistício de Cherasco foi um armistício assinado a 28 de Abril de 1796, que pôs fim às hostilidades entre a Primeira República Francesa e o Reino da Sardenha. Após a derrota dos Piemonteses e Austríacos na Batalha de Mondovi (21 de Abril de 1796), o Rei da Sardenha, Victor-Amadeu III, vendo que era inútil continuar a guerra, pediu o fim das hostilidades e aceitou os termos do armistício assinado em Cherasco.

Nos termos então acordados, foi estabelecido um cessar-fogo ao longo do Rio Stura, o Piemonte cedeu Ceva, Cuneo e Tortona (ou  Alexandria no caso de Tortona se encontrar ainda ocupada pelos Austríacos) e foi garantida a passagem das tropas francesas sobre o Rio Pó em Valenza. Os termos do armistício foram aprovados pelo Diretório e o armistício foi sancionado a 15 de Maio de 1796 pelo Tratado de Paris (1796).